# Harold Sakata
Harold Sakata (ハロルド 坂田 Harorudo Sakata), nacido Toshiyuki Sakata (坂田 敏行) Sakata Toshiyuki, (1 de julio de 1920 – 29 de julio de 1982) fue un halterófilo, luchador profesional y actor estadounidense. Ganó una medalla de plata para los Estados Unidos en los Juegos Olímpicos de 1948 en Londres en halterofilia. También se desempeñó como actor, siendo su papel más recordado el del villano Oddjob en la película Goldfinger de la saga del agente secreto británico James Bond.
Nació en Holualoa, Hawái, hijo de padres japoneses.

## Carrera
Toshiyuki Sakata nació el 1° de julio de 1920 en Holualoa, Hawái. Se mudó a los Estados Unidos (continente) iniciando su aparición en muchos westerns con el nombre de Harold. A la edad de 18 años, su peso era de 113 libras (51 kg) con una estatura de 5 pies y 8 pulgadas (1,73 m) Queriendo «lucir bien como otros chicos» comenzó a levantar pesas. Sakata estuvo en el ejército de los Estados Unidos durante la Segunda Guerra Mundial. Comenzó entrenando halterofilia y ganó una medalla de plata para los Estados Unidos en los Juegos Olímpicos de Verano en Londres en 1948, levantando un total de 410 kg en la división ligera. También fue luchador profesional con el nombre de Tosh Togo (relacionado como el hermano del Gran Togo con una familia que incluían al karateca Masutatsu Oyama "Mas Togo" y el yudoca Kocichi Endo como "Ko Togo") desde los años 1950s hasta principios de los años 1960s, siendo Canadian Tag Team Champion.
Los productores de la serie Bond Harry Saltzman y Albert R. Broccoli tuvieron noticia de Sakata por su físico pesado -medía 1,78 m y 129 kg- con lo cual acoplaba la intimidación por su tamaño, siendo la elección perfecta para el papel de Oddjob. No tenía experiencia previa como actor pero solo se necesitaba su actuación como luchador profesional en la característica del film, dado que no requería de diálogos y solo mostrar sus habilidades como luchador. El actor británico Milton Reid había audicionado para el papel. En 1964 Reid retó a Sakata a un encuentro de lucha en donde propuso y sugirió que el ganador conseguía el papel. Pero dado que Reid había estado en la película del Dr. No y su personaje había muerto, los productores decidieron darle el papel a Sakata y el encuentro de lucha no tuvo lugar.
Como Oddjob, fue guardaespaldas del villano de Bond, Auric Goldfinger y su personaje, utilizaba un sombrero de ala ancha de acero, siendo famoso y una marca de las series Bond. Mientras filmaba la escena de la muerte de Oddjob, la mano de Sakata estaba muy quemada, pero se sostuvo hasta que oyó la voz del director Guy Hamilton decir "corte".
Sakata apareció en varias películas en papeles similares y tomó "Oddjob" como un nombre medio informal (en las películas Mako: The Jaws of Death y The Happy Hooker Goes to Washington fue acreditado como Harold "Oddjob" Sakata).
Con el tiempo Sakata mostraba habilidades improvisadas. Fue coprotagonista de William Shatner en la película Impulse, donde interpreta a Karate Pete. También fue invitado en un episodio de La isla de Gilligan y como secuaz de Rory Calhoun en un episodio de The Rockford Files. En 1971, Sakata vivió cortas apariciones en series de televisión como Sarge, protagonizada por George Kennedy.
Apareció como Oddjob en una serie de comerciales de la televisión para Vicks formula 44 en donde se anunciaba un jarabe para la tos. El comercial mostraba a Oddjob con una tos asquerosa, mientras los resultados con el jarabe controlaban la tos así como los espasmos que hacía para eliminar las secreciones y aterrando a su esposa que iba de mal en peor. Ella le da una botella de Vick Formula 44 con lo cual toma una cucharada del jarabe para la tos, controlando la tos. Los dos toman del jarabe viendo la esposa que Oddjob ha controlado la tos. Esto fue seguido por una versión de gotas para la tos, en donde Oddjob ingiría las gotas antes de presentarse la tos. El final de estos comerciales son conocidos. Sakata hizo una presentación en The Tonight Show estelarizado por Johnny Carson en donde hacia una parodia del comercial y destruía el set de Carson.

## Muerte
Sakata murió de cáncer de hígado cuatro semanas después de haber cumplido 62 años, el 29 de julio de 1982 en el St Francis Hospital de Honolulu, Hawái, Estados Unidos. 

## Filmografía

### Cine
- Goldfinger (1964).... Oddjob
- Balearic Caper (1966).... Director del museo
- The Poppy Is Also a Flower (1966).... Martin
- Le dix-septième ciel (1966)
- Dimension 5 (1966).... Buddha
- The Phynx (1970).... Sakata
- Impulse (1974).... Karate Pete
- The Wrestler (1974).... Oddjob
- Broken House (1976)
- Mako: The Jaws Of Death (1976).... Pete
- Bao po (1976)
- The Happy Hooker Goes to Washington (1977).... Wong
- Record City (1978).... Gucci
- Death Dimension (1978).... The Pig
- Goin' Coconuts (1978).... Ito
- The Billion Dollar Threat (1979).... Oriental
- Xiong zhong (1982).... Sakata
- Safari of No Return (1982).... Tobachi

Esta obra es traducción del artículo original en inglés de Wikipedia the Free Encyclopedia.